# Brasserie de Bertinchamps
Bertinchamps (appelée aussi Brasserie Bertinchamps, Brasserie de la Ferme de Bertinchamps ou Brasserie-Ferme de Bertinchamps) est une brasserie belge située à Gembloux en province de Namur.  
Elle brasse des bières de ferme à l’ancienne, pur malt et houblon, sans épices, ni additifs nommées « Bertinchamps ».

## Histoire

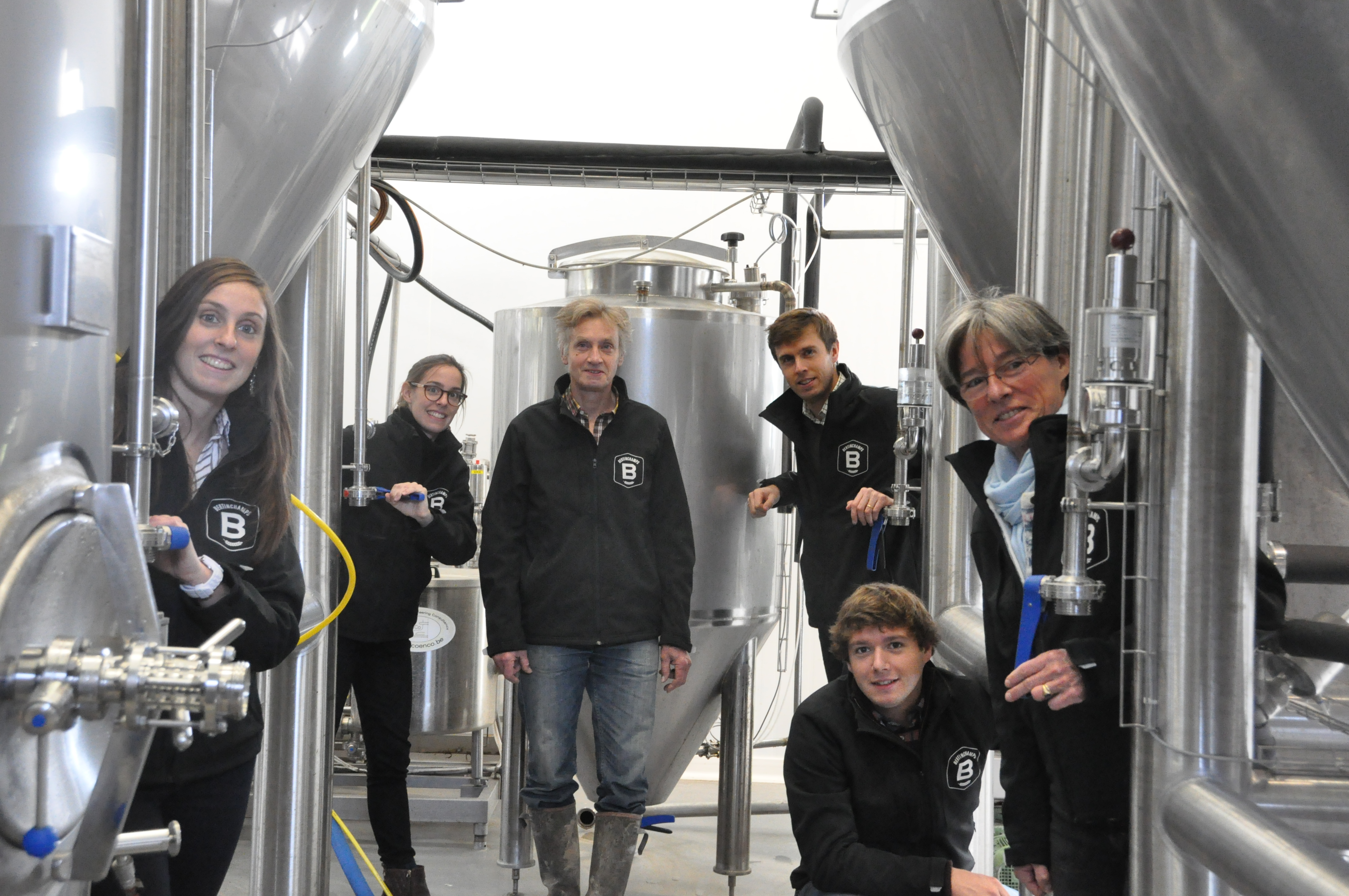

Cette brasserie familiale a commencé à brasser ses premières bières en 2013. Deux ans auparavant, la ferme de Bertinchamps, une très ancienne ferme en carré de la Hesbaye namuroise qui fut annexée en 1343 à la ville de Gembloux, est achetée par la famille Humblet afin de la rénover et d'y installer le matériel nécessaire pour une production brassicole annuelle maximale de 6 000 hl, qui passe à 12 000 hl en 2019. Benoît Humblet, qui a travaillé à la brasserie du Val-Dieu, en est le maître brasseur. L'étiquette représente simplement un grand B (comme Bertinchamps, comme Belgique, comme Bière ou comme Benoît),.
En 2017, le fondateur de la Brasserie Bertinchamps, Benoît Humblet, reçoit le prix du Cercle d’affaires Braville.

## Bières
Les bières originales de la brasserie sont reprises comme Belgian Beer of Wallonia, protection accordée par l'Agence wallonne pour la promotion d'une agriculture de qualité (APAQ-W).
Sept bières de terroir différentes sont brassées à la Brasserie de Bertinchamps.
Quatre bières en bouteilles d'une capacité assez inédite de 50 cl.
- la Bertinchamps Blonde, une bière blonde titrant 6,2 % en volume d'alcool ;
- la Bertinchamps Triple, une bière blonde triple titrant 8 % en volume d'alcool ;
- la Bertinchamps Brune, une bière brune titrant 7 % en volume d'alcool ;
- la Bertinchamps Hiver, une bière ambrée titrant 8 % en volume d'alcool.

Trois bières en bouteilles d'une capacité de 33 cl. :
- la Bertinchamps B+ Blanche, une bière blanche titrant à 5 % en volume d'alcool ;
- la Bertinchamps B+ Pamplemousse, une bière subtilement fruitée tirant à 5 % en volume d'alcool ;
- la Bertinchamps Légère, une bière blonde titrant à 5,2 % en volume d'alcool.

La brasserie produit aussi des bières à façon.

### Sources et liens externes
- Site officiel
- Petit futé : Brasserie de Bertinchamps